# Snärtfåglar
Snärtfåglar (Psophodidae) är en familj fåglar av ordningen tättingar. Släktet omfattar numera endast två släkten med endast fem arter som förekommer i Australien och på Nya Guinea:
- Släktet Androphobus
  - Papuasnärtfågel (A. viridis)
- Släktet Psophodes
  - Svarttofsad snärtfågel (P. olivaceus)
  - Västlig snärtfågel (P. nigrogularis)
  - Eyrekilnäbb (P. cristatus)
  - Västlig kilnäbb (P. occidentalis)

Tidigare inkluderades vakteltrastarna (Cinclosoma) och prakttrastarna (Ptilorrhoa), men dessa urskiljs numera i den egna familjen Cinclosomatidae efter DNA-studier som visar att de båda grupperna inte är varandras närmaste släktingar.
Nya DNA-studier visar också att papuasnärtfågel (Androphobus viridis) är inbäddad i släktet, som antingen bör inkludera den eller delas upp.